# Народный радиоприёмник

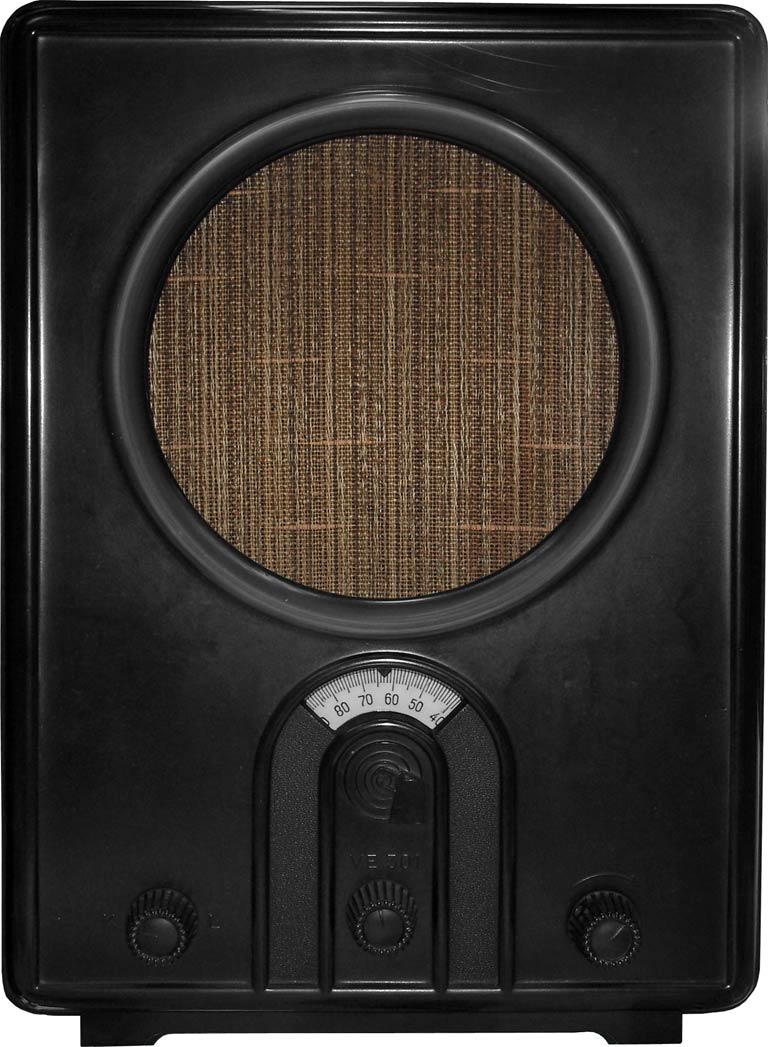
VE301W (1933 г.)

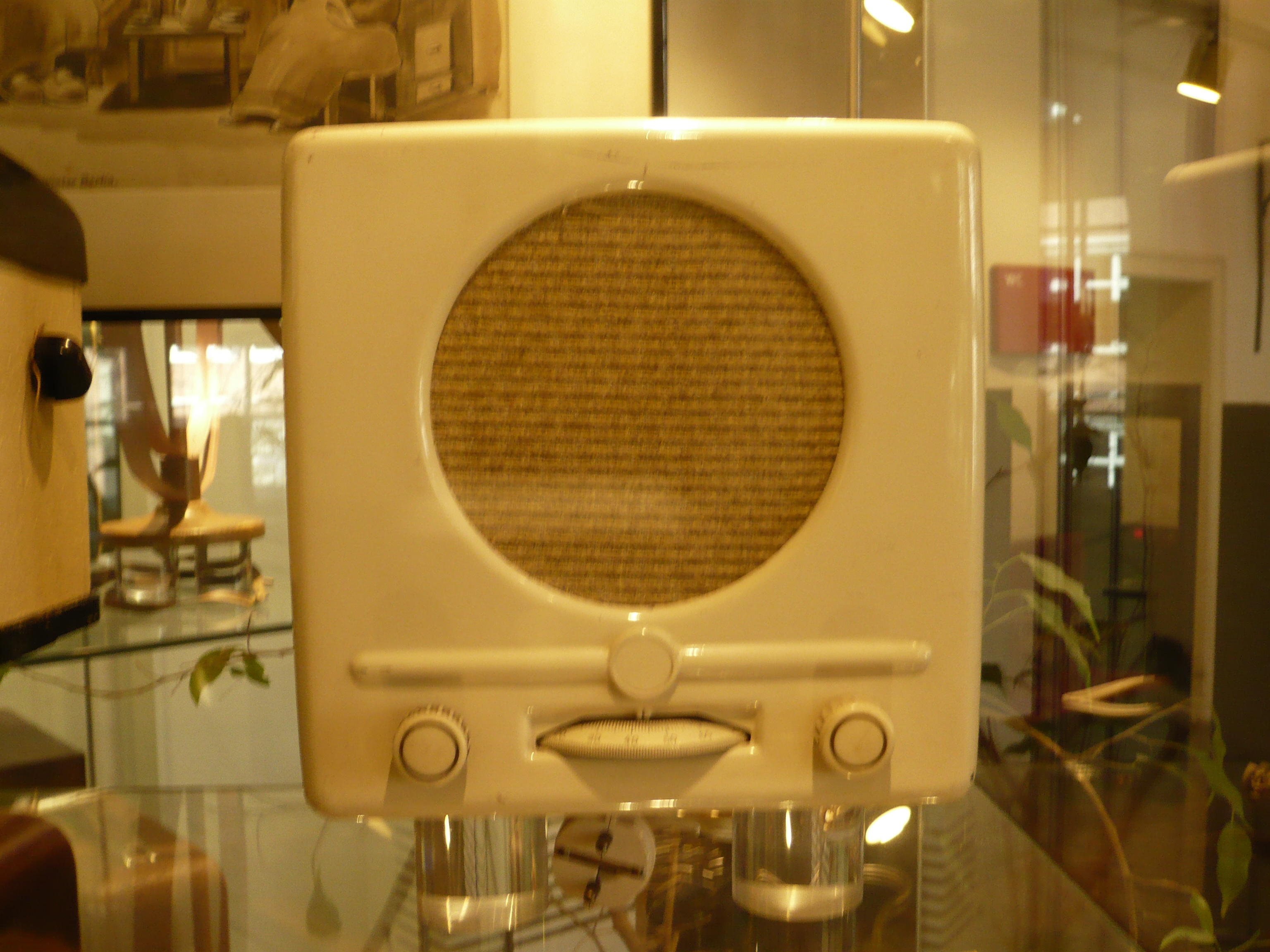
пластиковый радиоприемник 1938 года

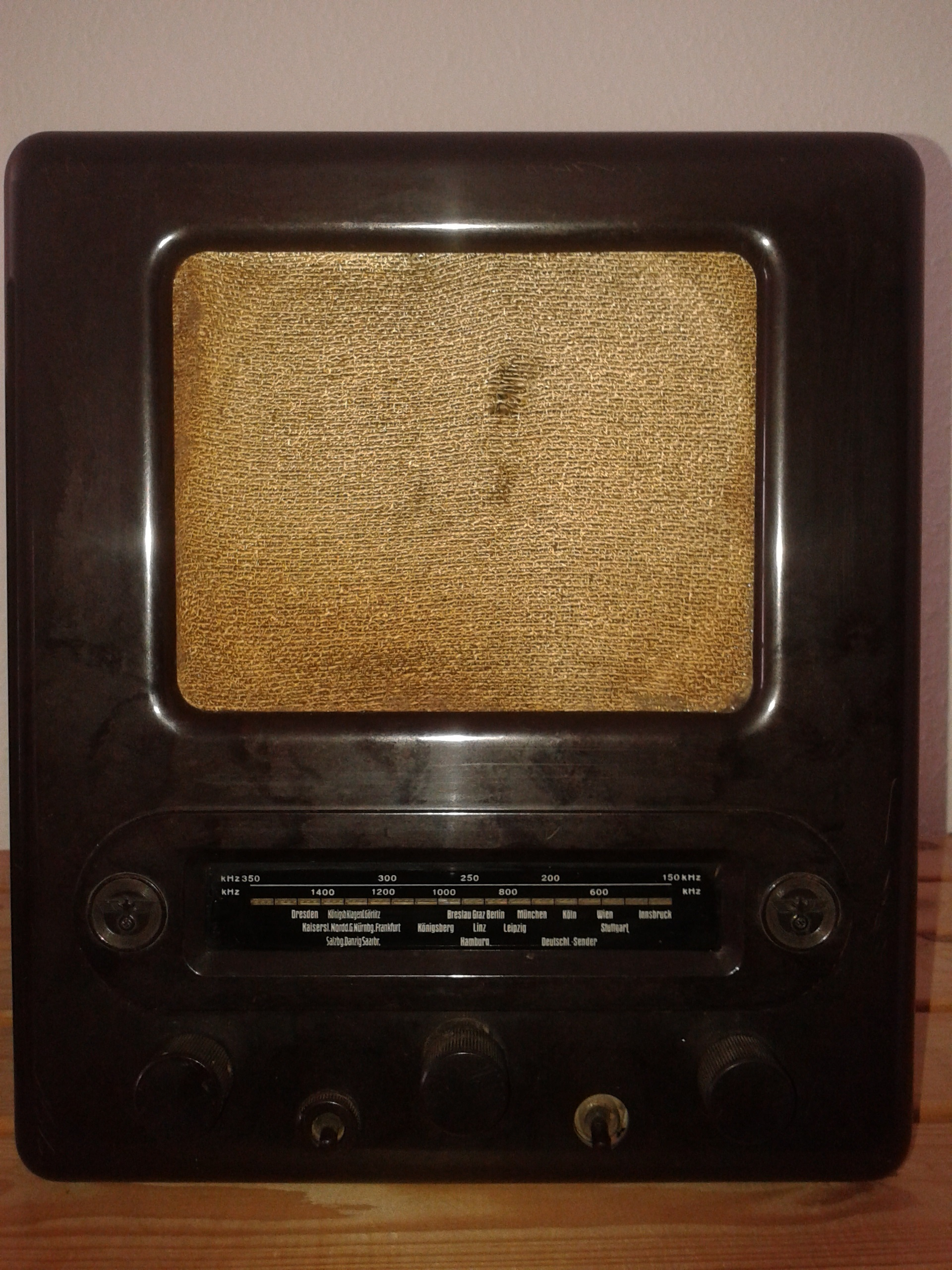
радиоприёмник 1938

Наро́дный радиоприёмник (нем. Volksempfänger, «Фолькс-эмпфенгер», VE) — изначально появившиеся в продаже в 1933 году в Германии несложные регенеративные радиоприёмники прямого усиления с одним контуром на входе, предназначенные для приема местных вещательных радиостанций на длинных и средних волнах. Первоначальную разработку первого «народного радиоприёмника» модели VE 301 (Volksempfänger der Nationalsozialistischen Revolution am 30.1.1933) в корпусе, выполненном по проекту дизайнера Вальтера Марии Керстинга выполнила берлинская фирма «Зайбт» (нем. Seibt) в рамках программы «Гемайншафтс-Эрцойгнис» (нем. Gemeinschaftserzeugnis) 1933—1945 гг., заключавшейся в массовом совместном производстве дешёвых радиоприёмников.
Основными достоинствами «Народных приёмников» были «…простота устройства, прочность, изящное оформление». Радиоприёмники выпускались «…в деревянных ящиках, изготовляемых из особой породы дуба, который, „по желанию самого Гитлера“, привозится из Тюрингии и Эрцгебирге».
«Фолькс-эмпфенгеры» производились разными предприятиями по одной и той же документации, и потому различались лишь названием изготовителей на задней стенке.
Целью программы «Гемайншафтс-Эрцойгнис» было создание новых рабочих мест и укрепление сети пропаганды через радиовещание. Реклама радиоприёмников изначально была сильно политизированной и активной.
Радиоприёмник был единственным из пропагандистских проектов администрации Гитлера, доведённым до серийного производства и действительно произведённым в достаточном количестве.
Кроме него, были выпущены народный телевизор (Volksfernseher; 1939 год), народный автомобиль, народный холодильник и народная квартира, народный противогаз.